# Yakovlev Yak-4
El Yakovlev Yak-4 (en ruso: Як-4, también designado BB-22 y conocido en ruso como Ближний бомбардировщик, Blizhnij Bombardirivschik, "bombardero de corto alcance") fue un bombardero ligero bimotor fabricado por la oficina de diseño soviética Yakovlev durante los años 40 a partir del Yakovlev Yak-2, y entró en servicio en la Fuerza Aérea Soviética, participando en la Segunda Guerra Mundial.

## Historia
En 1940 el diseño básico del Yakovlev Yak-2 fue de nuevo reformado a fin de mejorar la situación de los tripulantes, tanto desde el punto de vista de sector visual como de blindajes. Se adoptó el motor Klimov M-105 y una mejor protección para el sistema de combustible, y se modificó la célula para instalarle lanzabombas externos. Redenominado Yakovlev Yak-4, este aparato entró en producción en el otoño de 1940 y se construyeron alrededor de 600 ejemplares de ambas versiones, la mayoría de ellos del tipo Yak-4. Su actuación operacional dejó que desear y gran número de ejemplares se perdieron durante los primeros días de la invasión alemana.

## Operadores
Unión Soviética
- Fuerza Aérea Soviética

## Especificaciones (Yak-4)
- Tipo: bombardero ligero
- Tripulación: 2

Yak-4

- Planta motriz: 2 × motores lineales Klimov M-105 de 1.050 CV (821 kW)

Dimensiones
- Longitud: 9,34 m
- Envergadura: 14,00 m
- Superficie alar: 29,70 m²

Pesos
- Vacío equipado: 4.000 kg
- Máximo en despegue: 5.200 kg

Prestaciones
- Velocidad normal máxima: 550 km/h
- Autonomía: 1.200 km
- Techo de vuelo: 9.500 m

Armamento
- 2 ametralladoras ShKAS de 7,7 mm
- Carga máxima de 800 kg de bombas

### Desarrollos relacionados
- Yakovlev Yak-2

### Secuencias de designación
- Bombarderos de Yakovlev: Yak-2 • Yak-4 • Yak-6 • Yak-28